# Luftfart i Sverige

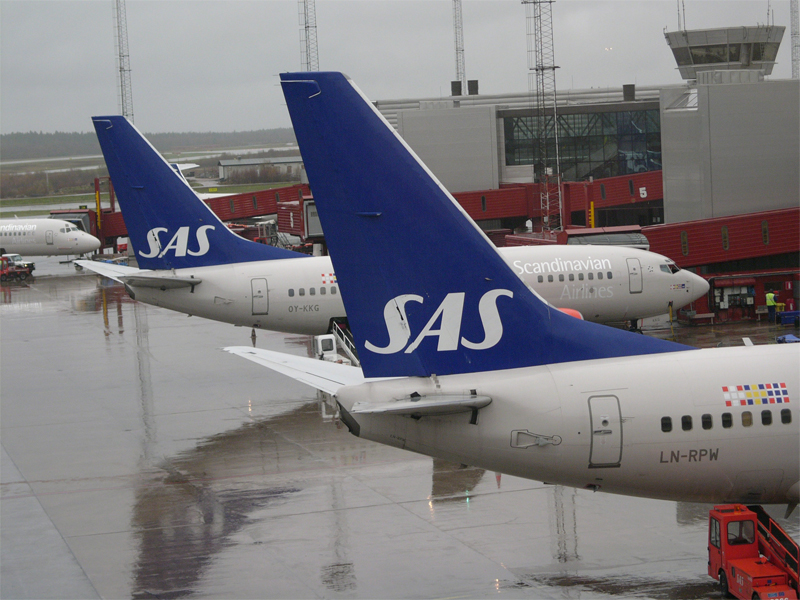
SAS-flygplan på Arlanda.

Luftfart i Sverige regleras av Luftfartsverket och Transportstyrelsen. Det statsägda bolaget Swedavia driver 10 av landets 20 största flygplatser.
Den största trafikflygplatsen är Stockholm-Arlanda flygplats.
Sveriges regering är delägare i flygbolaget SAS. Även Norwegian Air Shuttle, Malmö Aviation, Lufthansa och Ryanair har mycket flygtrafik i Sverige.